# Stenhomalus v-fuscum
Stenhomalus v-fuscum är en skalbaggsart som beskrevs av Heller 1924. Stenhomalus v-fuscum ingår i släktet Stenhomalus och familjen långhorningar.
Artens utbredningsområde är Filippinerna. Inga underarter finns listade i Catalogue of Life.